# Алегрия (цирково турне)
Вижте пояснителната страница за други значения на Алегрия.
„Алегрѝя“ (на испански: Alegría) е турне на „Цирк дю Солей“, реализирано за пръв път през 1994 година от режисьора Франко Драгоне и Жил Сте-Кроа, вицепрезидент на цирка.
Това е сред най-известните шоута на цирка. От премиерата през април 1994 година насам са изнесени над 5000 представления, гледани от повече от 10 милиона души в над 65 града по целия свят. Отначало провеждано в големи циркови палатки, през 2009 година, с началото на турне в Северна Америка, то променя своя формат, позволявайки гостуването в градове, които преди това са били недостъпни за неговото провеждане. За период на почивка от около година и половина (май 1999 – октомври 2000) е местно шоу в казино „Бо Риваж“. Сега е в своята двадесета и последна година.
Наименованието идва от испанската дума за радост. От самия цирк го определят като „зрелищна интроспекция на стремежа към сила и бушуваща енергия на младостта“. Костюмите на Доминик Лемьо са отражение на бароковата естетика, докато музикалното оформление на Рене Дюпер е повлияно от френската, испанската, африканската и средиземноморската музика. Сцената и реквизита се отличават с готически арки и остроъгълен дизайн.

## Сцена
Сцената е покрита от огромен купол, даващ усещането за впечатляваща структура, и украсена със стилистични колони и балюстради. На сцената има спираловидни рампи, които водят надолу, символизирайки непознатото. Подът на сцената е с глава на саламандър, а осветлението носи носталгична атмосфера. Есенна цветна палитра от светлини в края на шоуто създава чувството за неизвестност.

## Участници
Героите в „Алегрия“ се делят на 2 поколения.
- Фльор – непредсказуем и опасен лудак, който се смята за крал, той е гидът в света на „Алегрия“;
- Носталгичните стари птици – живеещи в двореца от самото му съществуване, те са празноглави придворни, които се наслаждават на „отраженията“ си в рамки без огледала;
- Тамир (Малкият Тамир) – появява се само за да изчезне, веднъж изпълнил мисията си;
- Нимфите – темпераментни герои, празнуващи живота;
- Бронкс – млади и здрави, те са следващото поколение в „Алегрия“;
- Белите ангели – пазачите, които са младежта на утрешния ден;
- Бялата певица – разказвачка, пее за всичко, което очите ѝ видят, желана е от мъжките герои;
- Черната певица – пълна противоположност на Бялата певица;
- Клоуните – коментатори на шоуто.

## Филмография

### „Алегрия“ (филм)
Режисиран от Франко Драгоне и написан от Руди Барикело, през 1999 година излиза филм, носещ същото име. Сред участващите във филма актьори са Франк Ланджела, Мако Ивамацу, Джули Кокс, Рене Базинет и Упи Голдбърг (гостуваща роля). Във филма вземат участие още изпълнители и музиканти от турнето, които се появяват както в този филм, така и в дивиди продукцията.
Филмът разказва историята на момче на име Момо, което желае да освободи от плен деца, намиращи се в мрачната фабрика на жесток мъж. Единственият приятел на Момо, клоунът-чудак Фрак, му помага. В същото време Фрак се влюбва в певица, която е част от минаваща през града циркова трупа. Скоро съдбата на двойката се преплита с тази на цирка.

### „Алегрия“
Цирк дю Солей издават представлението на ДВД, заснето през юли 2001 година в Сидни, Австралия. Продуцент и режисьор е Ник Морис, който си служи с 14 камери и специални филмови техники, за да прехвърли зрителя в центъра на спектакъла.